# Polina Guryeva
Polina Guryeva (en turcomano: Polina Gurýewa, en ruso: Полина Гурьева) (Asjabad, Turkmenistán, 5 de octubre de 1999) es una deportista turkmena que compite en halterofilia, deporte en el que consiguió la medalla de plata en los Juegos Olímpicos de Tokio 2020 en la categoría de 59 kg al levantar 217 kg.
Esta medalla de plata conseguida por Polina ha sido la primera medalla olímpica en la historia de Turkmenistán.

## Palmarés internacional
| Juegos Olímpicos | Juegos Olímpicos | Juegos Olímpicos | Juegos Olímpicos |
| Año              | Lugar            | Medalla          | Categoría        |
| ---------------- | ---------------- | ---------------- | ---------------- |
| 2021             | Tokio ( Japón)   | Medalla de plata | 59 kg            |